# Požární sport
Požární sport, občas také hasičský sport, je oblast sportu, která úzce souvisí s hasičskými jednotkami, zvláště pak se sbory dobrovolných hasičů. Nicméně je i součástí speciální tělesné přípravy příslušníků hasičských záchranných sborů krajů a zaměstnanců hasičských záchranných sborů podniků. 

## Historie

### Počátky
První větší poznatky o požárním sportu přivezl do Československa bývalý náčelník Hlavní správy požární ochrany ČR Ing. Pavel Stoklásek, který je v roce 1967 načerpal během své návštěvy Sovětského svazu, kde tento sport hasiči prováděli s cílem zvyšování obratnosti, rychlosti a fyzické zdatnosti již od roku 1937. Pavel Stoklásek se tak stal jedním ze zakladatelů a velkých propagátorů požárního sportu v Československu.

### První soutěže
Hasiči z České republiky se mezinárodní soutěže v požárním sportu poprvé zúčastnili roku 1968 v Leningradě. Prvními reprezentanty ČR na mezinárodní půdě se stali hasiči z Prahy, kteří na tomto klání získali stříbrnou medaili v disciplíně požární útok. V letech 1969 v Rumunsku a 1970 v Polsku byli reprezentanty ČR brněnští hasiči, kteří díky kvalitnější přípravě na obou soutěžích zvítězili v požárním útoku a odvezli si také jednu bronzovou medaili v celkovém hodnocení družstev.
První celostátní soutěž v požárním sportu u nás byla uspořádána v roce 1970 v Ostravě a Frýdku-Místku. Na této soutěži se však projevila nedostatečná zkušenost s pořádáním takových událostí, a tak je za první oficiální Mistrovství ČSR v požárním sportu považována až soutěž, která se roku 1971 uskutečnila v Ústí nad Labem. Ve stejném roce se v Trenčíně konalo také první Mistrovství ČSSR.

### Národní rekord Ivana Trojana
V těchto letech začala systematická práce v této oblasti tělesné přípravy hasičů, což se projevilo i na sportovních výkonech závodníků nejen na domácích akcích, ale i na mezinárodním kolbišti. Jedním z nejvýznamnějších výkonů českých požárních sportovců v tomto období je bezesporu národní rekord třebíčského Ivana Trojana, který roku 1989 na mezinárodní soutěži CTIF ve Varšavě   v disciplíně běh na 100 metrů s překážkami zaznamenal čas 16,31 sekundy. Tento výkon je o to významnější díky tomu, že byl pokořen až 1. července 2005.

### Mistrovství světa a mistrovství Evropy
Roku 2002 bylo pod záštitou Mezinárodní sportovní federace hasičů a záchranářů v Moskvě uspořádáno první Mistrovství světa v požárním sportu. Český výběr se na tomto šampionátu umístil na celkovém 4. místě, když mj. získal stříbrnou medaili v požárním útoku.
O rok později bylo v Petrohradu uspořádáno první Mistrovství Evropy. Češi na něm vybojovali celkové bronzové medaile, ke kterým přidali stříbra ze štafety na 4 × 100 metrů s překážkami a požárního útoku.

## Kategorie
Soutěží se v kategoriích rozdělených podle věku účastníků.
- přípravka (3 – 6 let)
- mladší žáci (6 – 11 let)
- starší žáci (11 – 15 let)
- dorost
  - družstva (13 – 18 let)
  - jednotlivci
    - mladší (13 – 14 let)
    - střední (15 – 16 let)
    - starší (17 – 18 let)
- muži (15 – neomezeno)
- ženy (15 – neomezeno)
- veteráni, někdy také muži II (35 – neomezeno)
- veteránky, někdy také ženy II (30 – neomezeno)

## Podrobný popis disciplín

### Požární útok

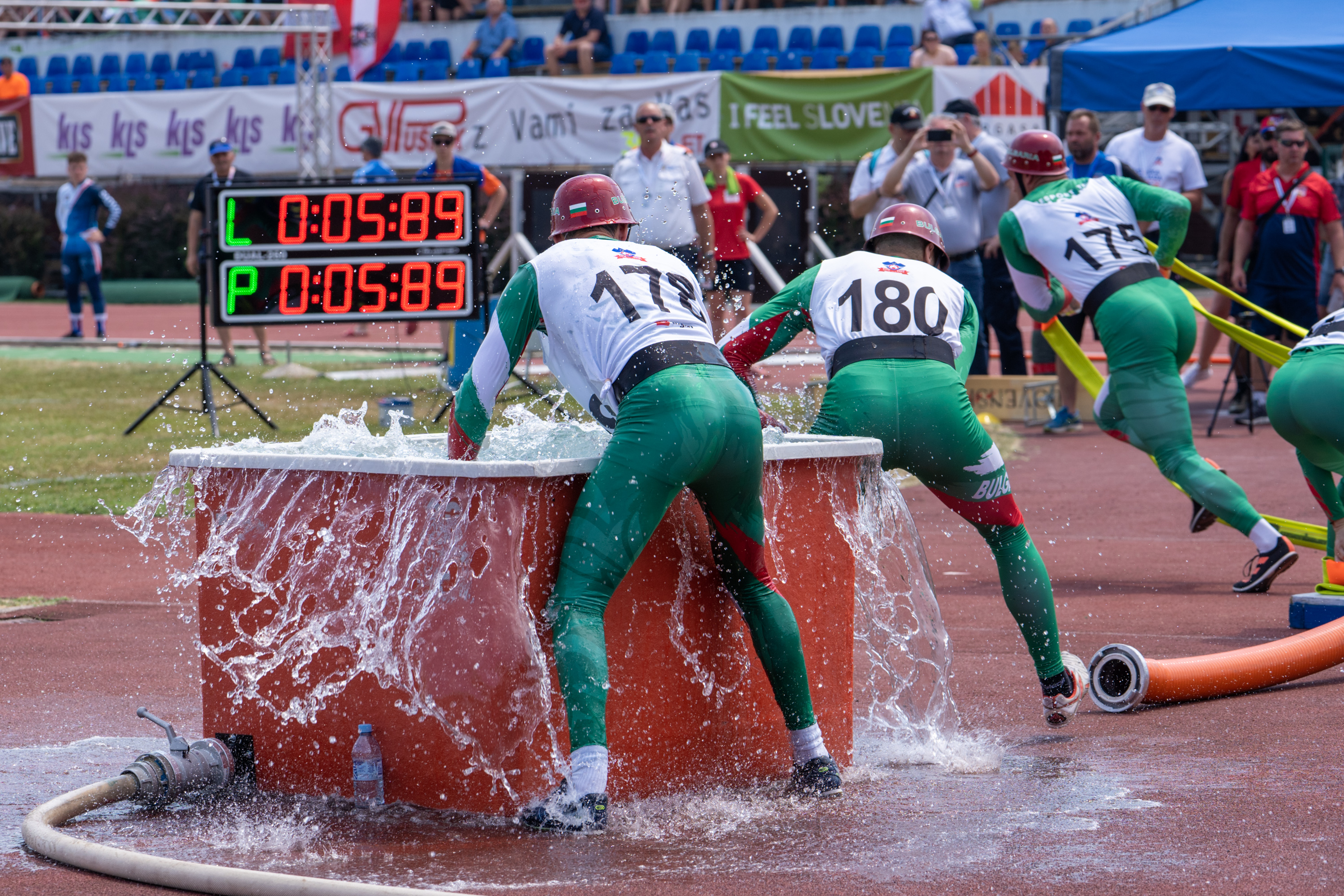
Požární útok na Hasičské olympiádě v Celje 2022

Požární útok je mnohdy označován královskou disciplínou požárního sportu. Spočívá v tom, že sedmičlenné družstvo pomocí sacího koše, dvou savic, požární stříkačky, hadic B a C, rozdělovače a dvou proudnic sestaví sací a následně také dopravní vedení, na jejímž konci je úkolem dvou proudařů srazit terč.

### Běh na 100 metrů s PHP
Tato disciplína je určena pouze pro kategorii dorost – jednotlivci. Závodník běží 100 metrů, během nichž musí nejprve proskočit bariérou s oknem a následně přenést hasicí přístroj.

### Běh na 100 metrů s překážkami

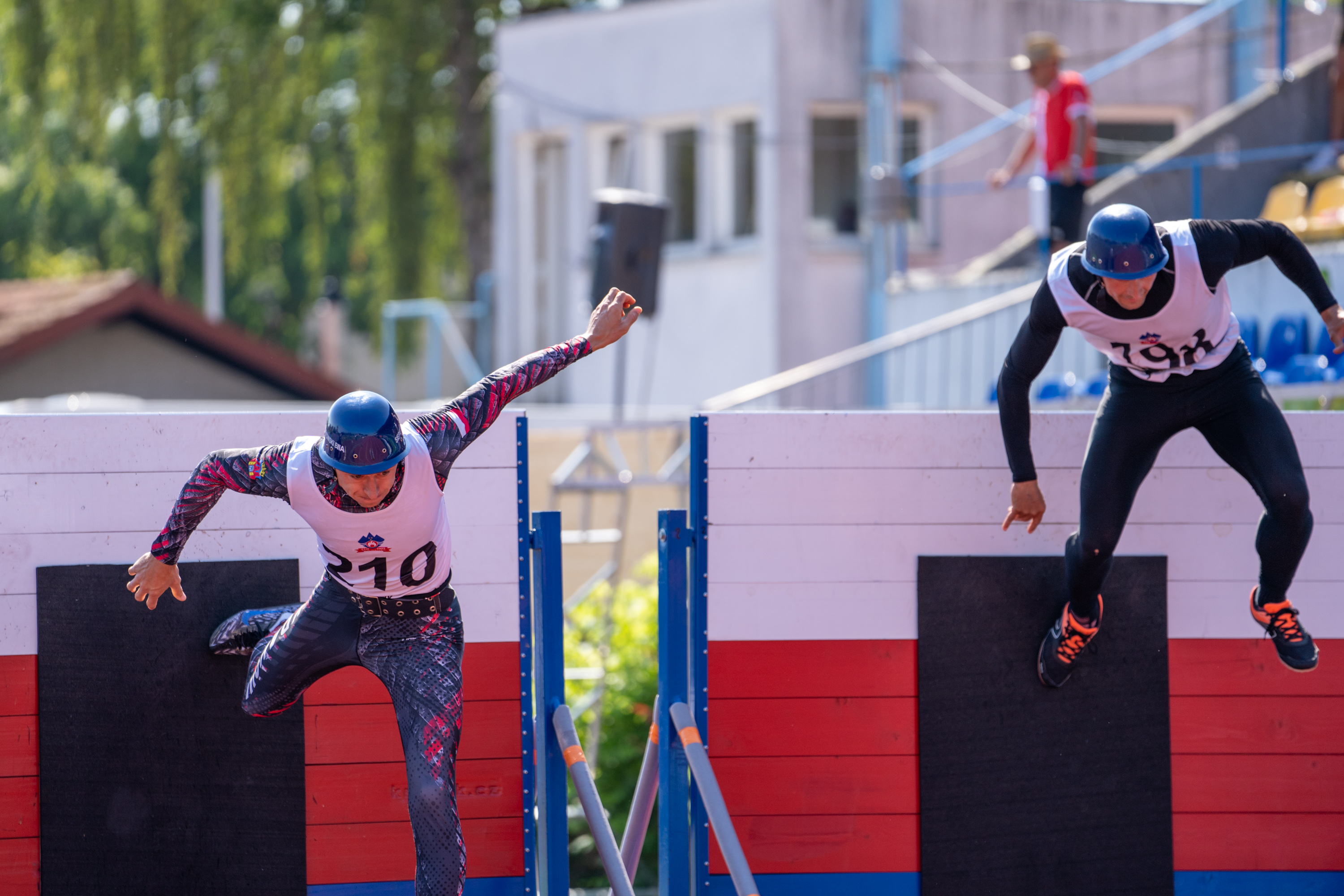
Překonání bariéry

Na stometrové dráze je ve vzdálenosti 23 m od startu umístěna překážka o šířce 2 m a výšce 2 m (tzv. bariéra). Za touto překážkou si závodník umístí dvě 20 m dlouhé hadice zpravidla s koncovkami ROT. Deset metrů za hadicemi začíná náběhový můstek kladiny délky 2 m a šířky 25 cm. Stejných rozměrů je i seběhový můstek. Vlastní kladina je dlouhá 8 m, široká 18 cm a vysoká 1,2 m. Ve vzdálenosti 25 m před cílem je vyznačeno území pro umístění rozdělovače.
Soutěžící již na startu disponuje proudnicí zastrčenou za páskem. Po odstartování překoná překážku, uchopí hadice, přeběhne kladinu a na jejím konci hadice rozvine. poté je spojí jednou půlspojkou je napojí na rozdělovač. Připojí proudnici a proběhne cílem.

### Běh na 60 metrů s překážkami
Jedná se o modifikaci disciplíny běh na 100 metrů s překážkami určenou pro přípravku, mladší a starší žáky.

### Disciplíny podle mezinárodních pravidel CTIF
- Požární útok (nasucho)
- Štafeta s překážkami
- Požární útok CTIF

### Štafeta na 4×100 metrů s překážkami

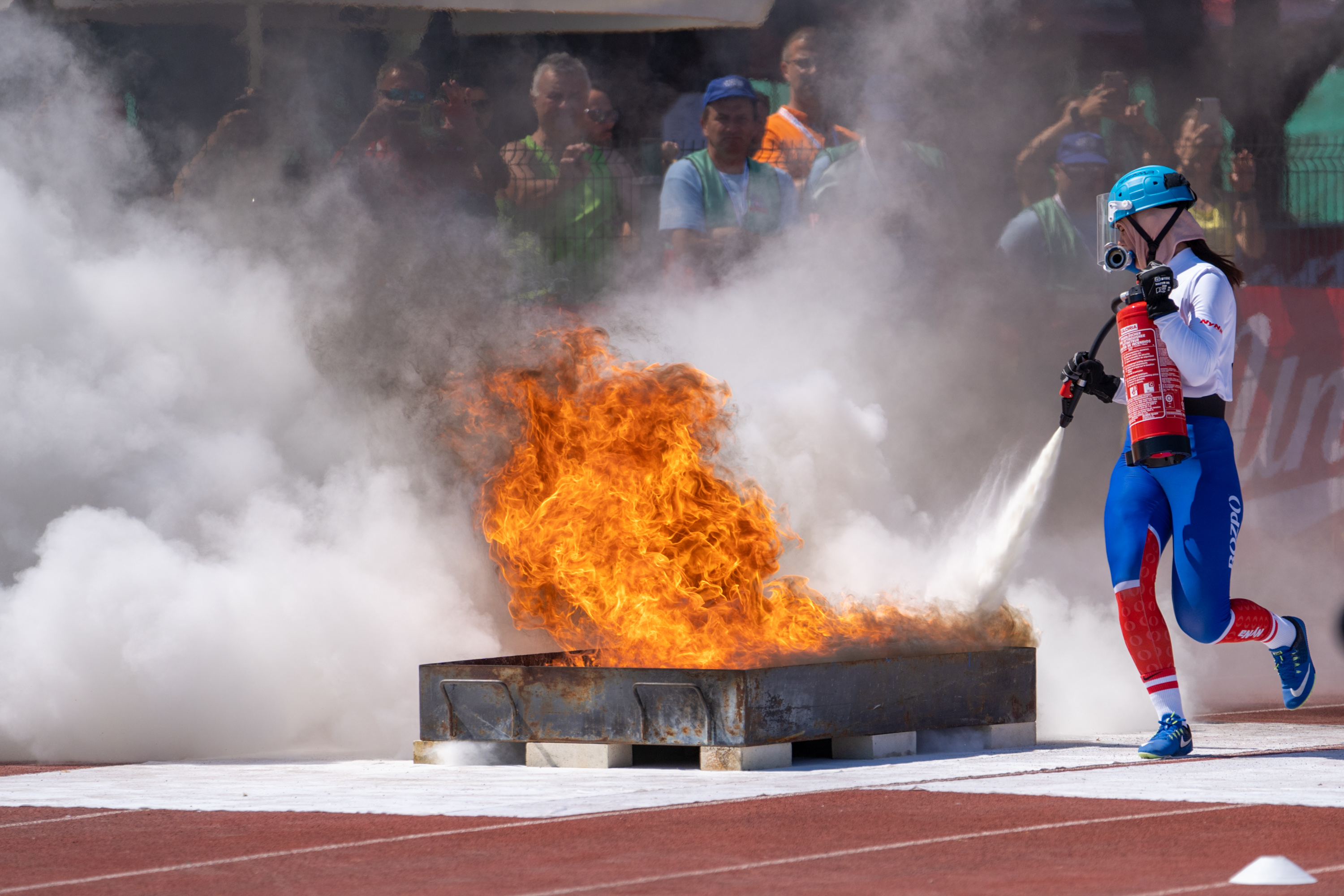
Hašení – poslední úsek štafety na 4 × 100 metrů s překážkami

Délka dráhy je 400 metrů, jako štafetový kolík slouží proudnice.
První člen družstva za pomoci žebříku překonává tzv. domeček. Druhý člen překonává tzv. bariéru. Třetí člen uchopí dvě dvě 20 m dlouhé hadice zpravidla s koncovkami ROT, překoná s nimi kladinu, na jejímž konci hadice rozvine. Poté je spojí, jednu tzv. půlspojkou je napojí na rozdělovač. Poté připojí proudnici, kterou v odpojovacím území odpojí a předá ji poslednímu členovi. Pokud se jedná o družstvo profesionálních hasičů, tak je úkolem posledního člena štafety uhasit oheň pomocí přenosného hasicího přístroje a následně proběhnout cílem. Dobrovolní hasiči místo hašení PHP pouze přenášejí na připravenou podložku.

### Štafeta na 4×60 metrů s překážkami
Jedná se o modifikaci disciplíny Štafeta 4 × 100 metrů s překážkami určenou pro mladší a starší žáky. Největšími rozdíly jsou prohození 3. a 4. úseku, oproti pořadí, které známe ze soutěží dorostu a dospělých.

### Štafeta požárních dvojic
Jedná se o disciplínu určenou pro mladší a starší žáky. První člen družstva (tzv. velitel) oběhne metu vzdálenou 35 metrů od startu. Po jeho návratu vybíhá druhá dvojice. Jeden závodník uchopí proudnici, druhý hadici. U hydrantového nástavce napojí hadici do hydrantu a na druhý konec hadice napojí proudnici a vedení natáhnou. Poté oběhnou metu a vrací se do cíle. Druhá dvojice oběhne metu, odpojí nářadí od hydrantu a smotá hadici a nářadí donese do cíle.

### TFA
TFA je zkratkou z anglických slov Toughest Firefighter Alive, neboli Nejtvrdší hasič přežije. Je nejtěžší hasičskou soutěží, která svými podmínkami nejdůvěryhodněji simuluje práci hasiče při zásahu. Hasič je ustrojen do kompletního zásahového obleku včetně obuvi, rukavic a přilby a s nasazeným aktivním dýchacím přístrojem.
Disciplíny se liší podle možností pořadatele. Zde je krátký výčet některých z nich: údery v tzv. hammer boxu, roztažení hadic B, transport figuríny, motání hadice B, výběh po schodech výškové budovy,...

### Výstup do 4. podlaží cvičné věže

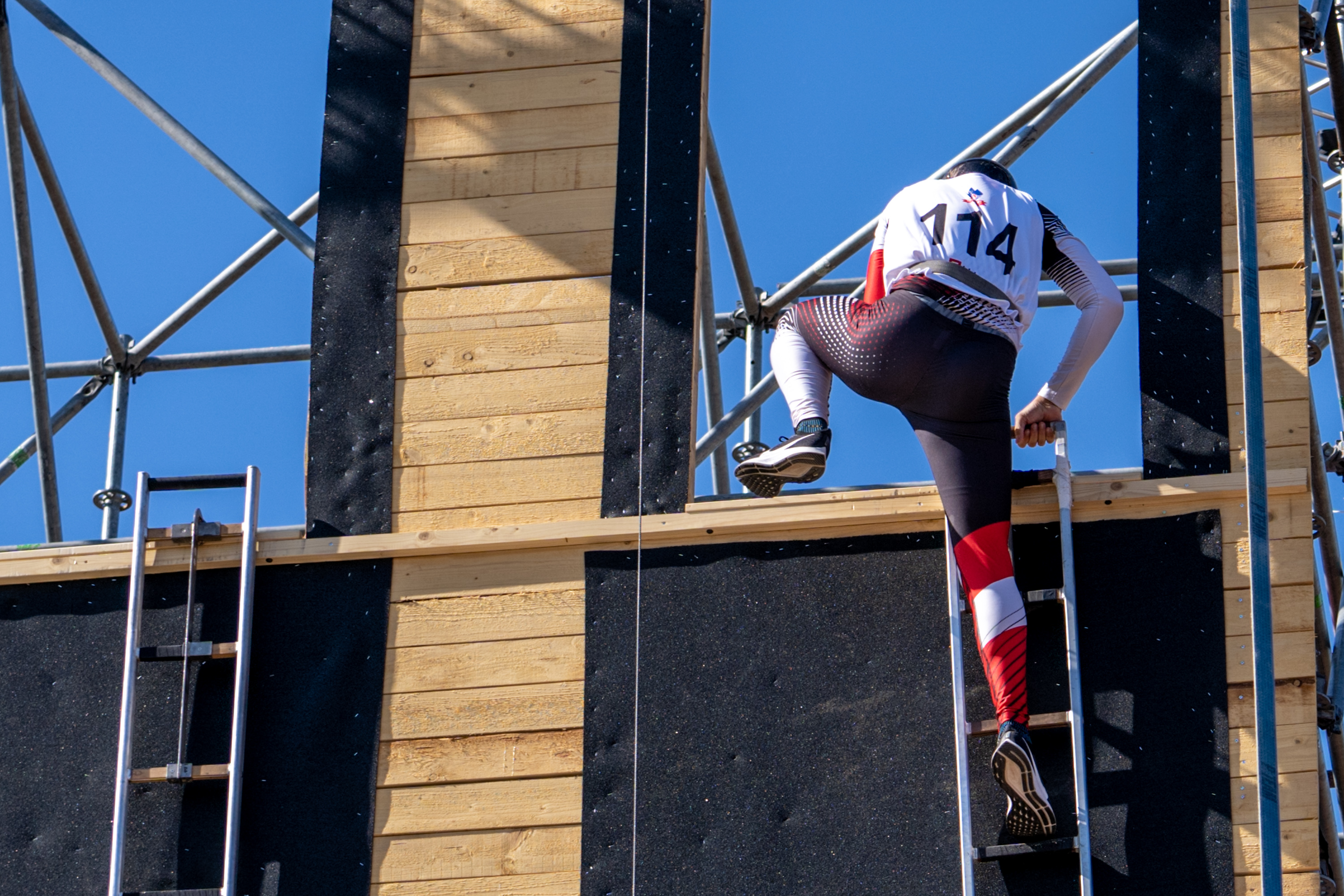
Výstup do 4. podlaží cvičné věže na Hasičské olympiádě v Celje 2022

Konstrukce téměř jedenáctimetrové čtyřpodlažní cvičné věže je tvořena kovovými profily obloženými z přední strany prkny, ve kterých jsou ve druhém, třetím a čtvrtém podlaží umístěna okna. Parapet okna druhého podlaží je ve výšce 4,25 m a vzdálenosti mezi parapety druhého, třetího a čtvrtého podlaží jsou 3,3 m. Podlaží čtvrtého patra je tak ve výšce 10,85 m. Při plnění disciplíny se pod věží umisťuje z bezpečnostních důvodů zajišťovací poduška. Hmotnost hákového žebříku musí být nejméně 8,5 kg.
Soutěžící s jednohákovým žebříkem v ruce startuje ze vzdálenosti 32,25 m od cvičné věže. Po odstartování doběhne závodník se žebříkem k věži, zavěsí jej na parapetní desku okna druhého podlaží cvičné věže, vystoupí po něm, následně usedne na parapetní desku, zavěsí žebřík do třetího podlaží a vystoupí po něm, poté usedne na parapetní desku, zavěsí žebřík do čtvrtého podlaží a vystoupí po něm. Pokus je ukončen při doteku soutěžícího oběma nohama podlahy ve čtvrtém podlaží cvičné věže. 
Ženy mají žebřík již zavěšen na parapetní desce okna druhého podlaží cvičné věže. Vystupují po něm pouze do druhého podlaží.

### Závod hasičské všestrannosti a brannosti
Tato disciplína je součástí postupové soutěže pro žáky a dorost. Na trať dlouhou 2–3 km (podle kategorie) se vydávají pětičlenné hlídky, které během závodu na 7 stanovištích plní úkoly jakými jsou např. Střelba ze vzduchovky, Zdravověda, Topografie atp. Za každou špatnou odpověď nebo špatně provedený úkol se k času hlídky přičítají trestné minuty.

## České soutěže

### Mistrovství České republiky v požárním sportu
Výsledky 2011–
| Ročník    | Rok  | Dějiště          | Mistři ČR, Muži HZS         | Mistři ČR, Muži SDH | Mistryně ČR, Ženy        | Zdroj        |
| --------- | ---- | ---------------- | --------------------------- | ------------------- | ------------------------ | ------------ |
| 58. / 40. | 2011 | Ostrava          | HZS Moravskoslezského kraje | SDH Široký Důl      | SDH Ledenice             | [ 9 ] [ 10 ] |
| 59. / 41. | 2012 | Uherské Hradiště | HZS Moravskoslezského kraje | SDH Těškovice       | SDH Chválenice           | [ 11 ]       |
| 60. / 42. | 2013 | Mladá Boleslav   | HZS Moravskoslezského kraje | SDH Široký Důl      | SDH Chválenice           | [ 11 ]       |
| 61. / 43. | 2014 | České Budějovice | HZS Moravskoslezského kraje | SDH Dehtín          | SDH Chválenice           | [ 11 ]       |
| 62. / 44. | 2015 | Trutnov          | HZS Moravskoslezského kraje | SDH Těškovice       | SDH Chválenice           | [ 11 ]       |
| 63. / 45. | 2016 | Brno             | HZS Moravskoslezského kraje | SDH Zbožnov         | SDH Chválenice           | [ 11 ]       |
| 64. / 46. | 2017 | Praha            | HZS Moravskoslezského kraje | SDH Zbožnov         | SDH Chválenice           | [ 12 ]       |
| 65. / 47. | 2018 | Liberec          | HZS Plzeňského kraje        | SDH Mistřín         | SDH Poniklá              | [ 12 ]       |
| 66. / 48. | 2019 | Ústí nad Labem   | HZS Královéhradeckého kraje | SDH Mistřín         | SDH Michálkovice         | [ 12 ]       |
| 67. / 49. | 2022 | Pardubice        | HZS Moravskoslezského kraje | SDH Zbožnov         | SDH Bystřice nad Úhlavou | [ 12 ]       |
| 68. / 50. | 2023 | Sokolov          | HZS Moravskoslezského kraje | SDH Dobřany         | SDH Hvězdoňovice         | [ 12 ]       |
| 69. / 51. | 2024 | Olomouc          | HZS Moravskoslezského kraje | SDH Zbožnov         | SDH Oprechtice           | [ 12 ]       |

### Ostatní soutěže
Vyjma postupových soutěží, jež každý rok vyvrcholí mistrovstvím České republiky v požárním sportu, jsou v Česku pořádány také soutěže v jednotlivých disciplínách požárního sportu. Mezi ty nejznámější patří Extraliga České republiky v požárním útoku, Memorial Široký Důl – Flídr cup a Český pohár v běhu na 100m s překážkami.

### České rekordy
Rekordy platné k 10. srpnu 2025
| Rekord                                | Čas   | Držitel rekordu             | Datum             | Místo          | Zdroj         |
| ------------------------------------- | ----- | --------------------------- | ----------------- | -------------- | ------------- |
| Požární útok                          |       |                             |                   |                |               |
| Rekord EXČR, kategorie muži           | 15,57 | Renmotor Jinolice           | 26. července 2025 | Únětice        | [ 13 ]        |
| Rekord EXČR, kategorie ženy           | 15,04 | SDH Budíkovice              | 26. července 2025 | Únětice        | [ 13 ]        |
| Národní rekord, kategorie muži HZS    | 22,17 | HZS Zlínského kraje         | 6. srpna 2025     | Odolena Voda   | [ 14 ]        |
| Národní rekord, kategorie muži SDH    | 24,40 | SDH Želčany                 | 25. srpna 2024    | Olomouc        | [ 15 ] [ 16 ] |
| Národní rekord, kategorie ženy        | 22,67 | SDH Budíkovice              | 25. srpna 2024    | Olomouc        | [ 15 ] [ 16 ] |
| Běh na 100 metrů s překážkami         |       |                             |                   |                |               |
| Národní rekord, kategorie muži        | 14,64 | Daniel Klvaňa               | 4. května 2019    | Třebíč         | [ 17 ]        |
| Národní rekord, kategorie ženy        | 15,27 | Šárka Jiroušová             | 22. srpna 2019    | Hradec Králové | [ 17 ]        |
| Štafeta na 4 × 100 metrů s překážkami |       |                             |                   |                |               |
| Národní rekord, kategorie muži HZS    | 52,84 | HZS Moravskoslezského kraje | 31. srpna 2019    | Ústí nad Labem | [ 17 ]        |
| Národní rekord, kategorie muži SDH    | 55,21 | SDH Zbožnov                 | 25. srpna 2024    | Olomouc        | [ 16 ]        |
| Národní rekord, kategorie ženy        | 59,67 | SDH Oprechtice              | 14. června 2025   | Přerov         | [ 17 ]        |
| Výstup do 4. podlaží cvičné věže      |       |                             |                   |                |               |
| Národní rekord, kategorie muži        | 13,25 | Kamil Bezruč                | 26. června 2015   | Trutnov        | [ 17 ]        |
| Národní rekord, kategorie ženy        | 7,25  | Kamila Bartošková           | 31. července 2022 | Široký Důl     | [ 17 ]        |

## Mezinárodní soutěže

### Mistrovství světa
Zdroj:
| Ročník | Rok  | Dějiště                    | Mistři světa                     | Vítězové jednotlivých disciplín  | Vítězové jednotlivých disciplín | Vítězové jednotlivých disciplín  | Vítězové jednotlivých disciplín  |
| ------ | ---- | -------------------------- | -------------------------------- | -------------------------------- | ------------------------------- | -------------------------------- | -------------------------------- |
| Ročník | Rok  | Dějiště                    | Mistři světa                     | Věž                              | 100                             | 4×100                            | PÚ                               |
| 1.     | 2002 | Moskva, Rusko              | Bělorusko Ženy se neúčastnily MS | Bělorusko Ženy se neúčastnily MS | Ukrajina Ženy se neúčastnily MS | Rusko Ženy se neúčastnily MS     | Bělorusko Ženy se neúčastnily MS |
| 2.     | 2004 | Minsk, Bělorusko           | Bělorusko Ženy se neúčastnily MS | Bělorusko Ženy se neúčastnily MS | Rusko Ženy se neúčastnily MS    | Ukrajina Ženy se neúčastnily MS  | Česko Ženy se neúčastnily MS     |
| 3.     | 2006 | Teherán, Írán              | Rusko Ženy se neúčastnily MS     | Bělorusko Ženy se neúčastnily MS | Rusko Ženy se neúčastnily MS    | Rusko Ženy se neúčastnily MS     | Írán Ženy se neúčastnily MS      |
| 4.     | 2008 | Sofie, Bulharsko           | Bělorusko Ženy se neúčastnily MS | Bělorusko Ženy se neúčastnily MS | Rusko Ženy se neúčastnily MS    | Bělorusko Ženy se neúčastnily MS | Bělorusko Ženy se neúčastnily MS |
| 5.     | 2009 | Ufa, Rusko                 | Rusko Ženy se neúčastnily MS     | Bělorusko Ženy se neúčastnily MS | Rusko Ženy se neúčastnily MS    | Rusko Ženy se neúčastnily MS     | Rusko Ženy se neúčastnily MS     |
| 6.     | 2010 | Doněck, Ukrajina           | Ukrajina Ženy se neúčastnily MS  | Bělorusko Ženy se neúčastnily MS | Rusko Ženy se neúčastnily MS    | Ukrajina Ženy se neúčastnily MS  | Slovensko Ženy se neúčastnily MS |
| 7.     | 2011 | Chotěbuz, Německo          | Rusko Ženy se neúčastnily MS     | Rusko Ženy se neúčastnily MS     | Rusko Ženy se neúčastnily MS    | Rusko Ženy se neúčastnily MS     | Česko Ženy se neúčastnily MS     |
| 8.     | 2012 | Antalya, Turecko           | Bělorusko Ženy se neúčastnily MS |                                  |                                 |                                  | Česko Ženy se neúčastnily MS     |
| 9.     | 2013 | Čindžu, Jižní Korea        | Ukrajina Ženy se neúčastnily MS  | Rusko Ženy se neúčastnily MS     | Rusko Ženy se neúčastnily MS    | Ukrajina Ženy se neúčastnily MS  | Bělorusko Ženy se neúčastnily MS |
| 10.    | 2014 | Almaty, Kazachstán         | Bělorusko Rusko                  | Bělorusko Rusko                  | Rusko                           | Česko Rusko                      | Rusko Německo                    |
| 11.    | 2015 | Petrohrad, Rusko           | Rusko                            | Rusko                            | Rusko                           | Rusko Česko                      | Kazachstán Rusko                 |
| 12.    | 2016 | Ostrava, Česko             | Bělorusko Rusko                  | Rusko                            | Bělorusko Rusko                 | Ukrajina Rusko                   | Slovensko Bělorusko              |
| 13.    | 2017 | Smyrna, Turecko            | Bělorusko Česko                  | Rusko                            | Ukrajina Rusko                  | Rusko                            | Bělorusko Česko                  |
| 14.    | 2018 | Banská Bystrica, Slovensko | Česko Rusko                      |                                  |                                 |                                  | Slovensko                        |
| 15.    | 2019 | Saratov, Rusko             | Rusko                            |                                  |                                 | Rusko                            | Rusko                            |
| 16.    | 2021 | Karaganda, Kazachstán      | Bělorusko                        | Bělorusko Rusko                  | Rusko                           | Bělorusko Rusko                  | Kazachstán Česko                 |

### Mistrovství Evropy
Zdroj:
| Ročník | Rok  | Dějiště          | Mistři Evropy | Vítězové jednotlivých disciplín | Vítězové jednotlivých disciplín | Vítězové jednotlivých disciplín | Vítězové jednotlivých disciplín |
| ------ | ---- | ---------------- | ------------- | ------------------------------- | ------------------------------- | ------------------------------- | ------------------------------- |
| Ročník | Rok  | Dějiště          | Mistři Evropy | Věž                             | 100                             | 4×100                           | PÚ                              |
| 1.     | 2003 | Petrohrad, Rusko | Rusko         |                                 |                                 |                                 |                                 |
| 2.     | 2005 | Ostrava, Česko   | Česko         | Rusko                           | Rusko                           | Česko                           | Česko                           |
| 3.     | 2007 | Ostrava, Česko   | Česko         | Rusko                           | Bělorusko                       | Česko                           | Česko                           |

### Bilance české reprezentace na mezinárodních soutěžích
| Kategorie | Šampionát | Počet účastí | 1. místo | 2. místo | 3. místo | Vítězství v jednotlivých disciplínách | Vítězství v jednotlivých disciplínách | Vítězství v jednotlivých disciplínách | Vítězství v jednotlivých disciplínách |
| --------- | --------- | ------------ | -------- | -------- | -------- | ------------------------------------- | ------------------------------------- | ------------------------------------- | ------------------------------------- |
| Kategorie | Šampionát | Počet účastí | 1. místo | 2. místo | 3. místo | Věž                                   | 100                                   | 4×100                                 | PÚ                                    |
| Muži      | MS        | 16           | 1        | 4        | 7        | 0                                     | 0                                     | 1                                     | 3                                     |
| Muži      | ME        | 3            | 2        | 0        | 1        | 0                                     | 0                                     | 2                                     | 2                                     |
| Ženy      | MS        | 6            | 1        | 3        | 2        | 0                                     | 0                                     | 1                                     | 2                                     |